# Mistrató (kommun)
Mistrató är en kommun i Colombia.   Den ligger i departementet Risaralda, i den centrala delen av landet, 230 km väster om huvudstaden Bogotá. Antalet invånare är 15 166.